# Hugh Wolff
Hugh Wolff (* 21. Oktober 1953 in Paris) ist ein US-amerikanischer Dirigent.

## Leben und Wirken
Wolff studierte bei George Crumb (Komposition) und Leon Fleisher (Klavier) und in Harvard, unter Leon Kirchner im Hauptfach Komposition und im Nebenfach Klavier bei Leonard Shure bis zur Graduierung.
Anschließend erhielt er ein Jahr "fellowship" in Paris. Dort studierte er Dirigieren bei Charles Bruck und Komposition bei Olivier Messiaen.
Seine Laufbahn als Dirigent begann im Jahr 1979, als er durch das Exxon-Förderungsprogramm eine Assistentenstelle unter Mstislaw Rostropowitsch beim National Symphony Orchestra in Washington antreten konnte. Im selben Jahr vertrat er den erkrankten Antal Doráti auf einer Tournee, unter großer öffentlicher Anerkennung.
Sein Debüt in der Carnegie Hall, mit Rostropowitsch als Cello-Solist und dem Orchester, gab er 1980. Ab 1982 war er Associate Conductor, bis er 1985 die Leitung des New Jersey Symphonieorchesters übernahm. Von 1992 bis 2000 war er Musikdirektor des Saint Paul Chamber Orchester und von 1997 bis 2006 Leiter des hr-Sinfonieorchesters (vormals Radio-Sinfonie-Orchester Frankfurt). Seitdem hat er regelmäßige Engagements bei den großen US-amerikanischen, deutschen und internationalen Orchestern. Seit Herbst 2008 hat Wolff die Stelle als Stanford and Norma Jean Calderwood Director of Orchestras am renommierten New England Conservatory in Boston inne, wo er mit seiner Familie auch den Lebensmittelpunkt hat. 2017 wurde er Chefdirigent des Belgian National Orchestra in Brüssel.
Hugh Wolff hat ein sehr weitgespanntes Repertoire, das vom Frühbarock bis in die Avantgarde reicht. Er gilt als Spezialist für amerikanische Musik (beispielsweise für die Musik von George Antheil oder Aaron Jay Kernis) und hat mit seinen historisch informierten Beethoven- und Haydn-Interpretationen zusammen mit dem hr-Sinfonieorchester Maßstäbe gesetzt.
Hugh Wolff ist verheiratet mit Judith Kogan.

## Auszeichnungen
- 2006: Rheingau Musikpreis
- 2006: Hessischer Verdienstorden